# Franziska Trunte
Franziska Trunte (* 12. Mai 1986 in Forst (Lausitz)) ist eine deutsche Synchronsprecherin und Sängerin.

## Ausbildung
Trunte begann ihre künstlerische Tätigkeit im Alter von vier Jahren. Sie nahm bis zu ihrem 12. Lebensjahr drei Mal pro Woche Tanzstunden und wurde in den Stilen Ballett, Jazzdance und Stepptanz geschult. Im Friedrich-Ludwig-Jahn Gymnasium trat sie einer Showtanzgruppe bei, die sie ermutigte, sich an der Musicalschule Stage School of Music, Dance and Drama in Hamburg für den Studiengang Musical zu bewerben. Dort studierte Trunte ab 2006 und bekam 2009 ihr Musical-Diplom im Schwerpunkt Tanz&Gesang verliehen.
Während ihrer Theaterengagements in den folgenden Jahren nahm Trunte zusätzlich privaten Schauspielunterricht unter anderem bei Kristiane Kupfer in Berlin und Martz&Walker Meisner-Technik in Berlin.

## Theatertätigkeit
Trunte erhielt während ihrer zehnjährigen Bühnentätigkeit Engagements in ganz Deutschland. Sie war Teil zweier Weltpremieren und First-Cast-Mitglied in mehreren Longrun Großproduktionen von Stage Entertainment sowie Gastspielen an großen deutschen Opernhäusern. Sie stand unter anderem mit Udo Lindenberg im Theater am Potsdamer Platz auf der Bühne, lernte die Mitglieder der Boyband Take That während eines Engagements im Berliner Theater des Westens kennen und spielte zusammen mit dem legendären Corny Littmann am Schmidt Theater auf der Hamburger Reeperbahn.
Trunte bekleidete viele verschiedene Positionen auf der Bühne, so war sie im Ensemble, als Swing und Cover zu sehen und schloss ihre Tätigkeit als Dance Captain ab.

### Theaterengagements
- 2010–2012 Hinterm Horizont im Theater am Potsdamer Platz, Berlin
- 2013 Mamma Mia! im Palladium Theater, Stuttgart
- 2014–2017 Das Wunder von Bern im Theater an der Elbe, Hamburg
- 2017 West Side Story bei den Schlossfestspielen Schwerin, Staatstheater Mecklenburg
- 2017–2018 Manche mögen’s heiß am Staatstheater Nürnberg
- 2017–2019 West Side Story an der Staatsoper Hannover
- 2018 Die Königs vom Kiez, Schmidt Theater Hamburg
- 2018–2019 Tschüssikowsky, Schmidt Theater Hamburg
- 2019 The Band im Theater des Westens, Berlin
- 2019 Entwicklungs-Workshop zum Musical Ku’damm 56 im Theater des Westens, Berlin

## Sprechertätigkeit
Parallel zu ihrer Arbeit als Musicaldarstellerin kam Franziska 2015 zum ersten Mal in Kontakt mit einem Synchronstudio. Durch einen befreundeten Schauspielkollegen und Synchronsprecher durfte sie am Casting zur Jugendserie Mako – Einfach Meerjungfrau teilnehmen und gewann überraschend die Hauptrolle der Ondina. Da sich das Synchronsprechen zeitlich nicht mit folgenden Theaterengagements vereinbaren ließ, beendete Franziska zunächst ihre Bemühungen im Synchronatelier.
Erst mit einem Umzug nach Berlin nahm sie diese Tätigkeit wieder auf und steht seit 2020 hauptberuflich in den Berliner und Hamburger Synchronateliers.

### Serien (Auswahl)
- 2017–2021: PAW Patrol für Katherine Forrester als Katie
- 2020: The Last Wave für Capucine Valmary als Yaël Lebon
- 2021: Die Bande aus der Baker Street für Darci Shaw als Jessie
- 2021: Ein großer Sprung als McKenzie Chinn als Jessica
- 2021: Furia für Ingrid Tykhelle Kayser als Siegrid
- 2021: Alle lieben Arlo für Haley Tju als Alia
- 2022: Santiago auf hoher See als Escarlata la Pirata
- 2022: Minx für Gillian Jacobs als Maggie
- 2022: Misfit: Die Serie für Simone Giel als Lisa Labeij
- 2022: The Gilded Age für Erin Wilhelmi als Adelheid Weber
- 2022: Ms. Marvel für Laurel Marsden als Zoe
- 2022: Law & Order: Organized Crime für Ainsley Seiger als Detective Jet Slootmaekers
- 2022–2025: Andor für Varada Sethu als Cinta Kaz
- 2022: Kitchenblock – Tödliches Sommercamp für Angelina Sergejewna Stretschina als Weronika Genrichowna Neswetowa
- 2022: Hunters (Staffel 2) für Emily Rudd als Clara
- 2022: Four more shots please für Maanvi Gagroo als Siddhi Patel
- 2023: Navy CIS: Hawaiʻi für Sharinna Allan als Nadiya Grange

### Filme (Auswahl)
- 2020: Verbrechen verbindet für Yanina Ávila als Gladys
- 2021: Abducted für Scout Taylor-Compton als Detektive Fini
- 2021: Fear Street – Teil 2: 1978 für Emily Rudd als Cindy Berman
- 2021: The Unholy für Cricket Brown als Alice Paket
- 2021: Gibt es ein Leben nach der Party? für Victoria Justice als Cassie
- 2022: The Colour Room für Darci Shaw als Dot Cliff
- 2022: Batman The Long Halloween Teil 1+2 für Naya Rivera als Catwoman
- 2022: Emergency Declaration-der Todesflug für So-jin Kim als Kim Hee-jin
- 2022: Vivo – Voller Leben als Sarah
- 2022: A Perfect Pairing für Victoria Justice als Lola Alvárez
- 2022: Flag Day für Dylan Penn als Jennifer Vogel
- 2022: a Royal Runaway Romance für Philippa Northeast
- 2022: Rot für Hyein Park als Abby
- 2023: Love in the sun für Emerald Toubia als Alana

### Anime (Auswahl)
- 2020: Yunas Geisterhaus als Yuna Yunohanna
- 2021: How not to Summon a Demon Lord als Sylvie
- 2021: Edens Zero als Rebecca Bluegarden
- 2022: Orient als Maori Tanegashima
- 2022: Meine Wiedergeburt als Schleim in einer anderen Welt als Alice Rondo
- 2022: Parallel World Pharmacy als Eléonore Bonnefoi
- 2022: Bastard!! Gott der Zerstörung als Tia Noto Yoko
- 2022: Tekken: Blondine als Xiaoyu Ling
- 2022: Classroom of the Elite als Kikyou Kushida
- 2022: Uzaki Chan wants to hang out als Kiri
- 2022: Shikimori’s Not Just a Cutie als Kyo Nekozaki
- 2022: Fate/Kaleid Liner Prisma Illya als Magical Ruby
- 2022: Batwheels als Wing
- 2022: Chainsaw Man als Power
- 2023–2024: Nier: Automata Ver1.1a für Yui Ishikawa als Pod 153

### Hörbücher
- 2021 Das Buch, das dich findet von Siegfried Langer
- 2021 Alaska – Hin und Weg verliebt von Ellen McCoy
- 2021 Jung, besorgt, abhängig – eine Generation in der Krise von Ronja Ebeling
- 2021 With Hunter: Herz aus Dunkelheit (Band 2) von Virginia Boecker
- 2021 Witch Hunter (Band 1) von Virginia Boecker
- 2022 Disneys Rot – das Hörbuch zum Film von Anke Albrecht
- 2022 Elbenlicht – Magisch von Grace C. Stone
- 2022 Mederia: A Kingdom Darkens von Sabine Schulter

### Games (Auswahl)
- Final Fantasy VII Remake als Kyrie
- League of Legends als Neeko
- The Legend of Zelda: Breath of the Wild als Tulin
- Cookie Run: Kingdom als Himbeer-Cookie und Baumwoll-Cookie
- Lost Ark als Inanna
- Park Beyond als Sofia
- Fallout 76 als Valdez
- Jumanji – Welcome to the Jungle als Ruby
- The Legend of Zelda: Tears of the Kingdom als Tulin